# 동천동 (경주시)
동천동(東川洞, Dongcheon-dong)은 경상북도 경주시의 행정동이다. 국도 제7호선(원화로), 양정로 등 연결되는 교통의 중심지이며, 대규모 주거단지와 시청 소재지 등이 위치하는 경주의 부도심이다.

## 유래
마을앞 내를 동천(東川)이라 불렀는데 거기서 마을 이름 동천이 유래했다.

## 연혁
- 1895년에 경주군 천북면 동천리가 되었다.
- 1955년에 경주시가 승격되면서 경상북도 경주시 동천동이 되었다.

## 주요 시설
- 농협 동천지소
- 경주산림조합
- 대구은행 동천청사
- 농협중앙회 동천출장소
- 경주신협 동천지소
- 성동새마을금고
- 경주경찰서 동천지구대
- 한국전력 경주지점
- 경상북도교육청 경주교육청
- 동천동우체국

## 교육
- 동천초등학교
- 경희학교

## 명소
- 백률사
- 굴불사지 석불상
- 사방불 탑신석
- 탈해왕릉
- 헌덕왕릉

## 간선 도로
| 구분 | 도로 이름 |
| ---- | --- |
| 로   | 산업로, 다불로, 동천로, 소금강로, 알천북로, 양정로, 원화로 (국도 제7호선), 탈해로, 백률로                                      |
| 길   | 대안길, 동천중리1길, 동천중리2길, 동천중리길, 북천길, 선주길, 윗동천1길, 윗동천2길, 윗동천길, 윗동천안길, 윗동천중앙길, 초당길 |

## 같이 보기
- 경주시의 행정 구역
- 대한민국의 행정 구역